# Organista
|  | Aquest article tracta sobre el músic que toca l'orgue. Si cerqueu l'artesà que fabrica orgues, vegeu «orguener». |

Un organista és el músic que toca l'orgue. Quan l'organista és afectat a un instrument particular, sobretots en les esglésies però també en sales de concert prestigioses, es parla d'organista titular. Sovint, l'organista titular té un paper en l'organització i l'ensenyament de la música sacra del temple al qual és afectat. A més, l'orgue és un instrument complex amb centenars o milers de components que cal tocar regularment per mantenir en bona forma. Un organista titular ha de conèixer el seu instrument, afinar-lo, reparar petits desperfectes…
El desenvolupament de l'orgue i de la  funció central de l'organista en la música sacra és molt lligat amb l'ús religiós a les esglésies d'obediència cristiana. Els primers esments daten del segle v.
En l'organització de la majoria de capelles de música l'organista no sols era un instrumentista que havia de tocar l'orgue —tant en qualitat d'instrument solista com per aacompanyar les corals o cantants de música sacra— sinó que tenia altres obligacions com ensenyar a tocar l'orgue als escolans. En alguns casos eren tots els escolans els que n'aprenien; en altres, els que triaven de fer-ho. Els organistes solen ser hàbils improvisadors de les temes dels cants; molts eren també compositors. A més, són molts els organistes que han deixat composicions de caràcter didàctic, escrites per a l'aprenentatge.
D'altra banda, l'organista en les capelles de música sovint tenia una funció de sotsdirector i de suplent del mestre de capella, atès que molt sovint era la persona que sabia més de música, després del mestre (o no necessàriament en segon lloc).
Com és natural, tenia amplis coneixements d'orgueneria, per la qual cosa sovint elaborava informes sobre les reformes, millores o reparacions que demanava un determinat orgue, sovint se'ls cridava per donar la conformitat a un orgue novament fabricat, o per formar part de jurats en què calia escollir i nomenar un nou organista.